# 26e assemblée générale de l'Île-du-Prince-Édouard
La 26e assemblée générale de l'Île-du-Prince-Édouard est en séance du 4 mars 1874 au 1er juillet 1876. C'est la première assemblée après que l'Île-du-Prince-Édouard soit devenue une province canadienne. Le Parti conservateur dirigé par James Colledge Pope forme le gouvernement. Lorsque Pope démissionne pour un siège fédéral, Lemuel Owen devient le chef du parti.
Cornelius Howatt est élu président de l'Assemblée législative de l'Île-du-Prince-Édouard.
Il y a trois sessions lors de la 26e assemblée générale :
| Session | Début        | Fin           |
| ------- | ------------ | ------------- |
| 1re     | 4 mars 1874  | 28 avril 1874 |
| 2e      | 18 mars 1875 | 27 avril 1875 |
| 3e      | 16 mars 1876 | 29 avril 1876 |

## Liste des membres

### Kings
| Circonscription |  | Membre                         | Parti        |
| 1er Kings       |  | James R. McLean                | Libéral      |
| 1er Kings       |  | Emmanuel McEachern (1874-1875) | Conservateur |
| 1er Kings       |  | Lauchlin MacDonald (1875-1876) | Libéral      |
| 2e Kings        |  | William W. Sullivan            | Conservateur |
| 2e Kings        |  | Hilary McIsaac                 | Conservateur |
| 3e Kings        |  | James E. MacDonald             | Conservateur |
| 3e Kings        |  | Lemuel C. Owen                 | Conservateur |
| 4e Kings        |  | Louis H. Davies                | Libéral      |
| 4e Kings        |  | Manoah Rowe                    | Libéral      |
| 5e Kings        |  | Archibald J. Macdonald         | Conservateur |
| 5e Kings        |  | Thomas H. Haviland             | Indépendant  |

### Prince
| Circonscription |  | Membre                          | Parti        |
| 1er Prince      |  | Stanislaus F. Perry (1874-1875) | Libéral      |
| 1er Prince      |  | Francis Gallant (1875-1876)     | Conservateur |
| 1er Prince      |  | Nicholas Conroy                 | Libéral      |
| 2e Prince       |  | John Yeo                        | Conservateur |
| 2e Prince       |  | James W. Richards               | Conservateur |
| 3e Prince       |  | John Alexander MacDonald        | Conservateur |
| 3e Prince       |  | Joseph-Octave Arsenault         | Conservateur |
| 4e Prince       |  | A. E. C. Holland                | Conservateur |
| 4e Prince       |  | Cornelius Howatt                | Conservateur |
| 5e Prince       |  | John Lefurgey                   | Conservateur |
| 5e Prince       |  | Thomas Kelly (1874-1875)        | Conservateur |
| 5e Prince       |  | James Colledge Pope (1875-1876) | Conservateur |

### Queens
| Circonscription |  | Membre             | Parti        |
| 1er Queens      |  | William D. Stewart | Libéral      |
| 1er Queens      |  | William Campbell   | Conservateur |
| 2e Queens       |  | Henry Callbeck     | Libéral      |
| 2e Queens       |  | William S. McNeill | Libéral      |
| 3e Queens       |  | Francis Kelly      | Conservateur |
| 3e Queens       |  | Henry Beer         | Libéral      |
| 4e Queens       |  | William Welsh      | Libéral      |
| 4e Queens       |  | Benjamin Davies    | Libéral      |
| 5e Queens       |  | Frederick Brecken  | Conservateur |
| 5e Queens       |  | John T. Jenkins    | Conservateur |